# Ana Mazhari
Ana Mazhari es una actriz de cine, teatro y televisión colombiana, reconocida por figurar en producciones para televisión en las décadas de 1990 y 2000.

## Carrera
Hija de madre colombiana y padre persa, Mazhari estudió teatro en París. Empezó a figurar en la televisión colombiana a finales de la década de 1980 en las series LP Loca pasión y ¨MUJERES¨, Azúcar, ambas de 1989. En la década de 1990 fue antagonista en producciones como El pasado no perdona, Inseparables, "No juegues con mi vida"Mambo, Pecado santo, La mujer del piso alto y Divorciada.
Inició la década de 2000 participando en la serie Se armó la gorda y figuró en otras producciones para televisión como A.M.A. La Academia y El baile de la vida. En 2005, participó en la película colombofrancesa La gente honrada.

### Actualidad
Ana Mazhari fundó y dirigió el Festival Cinecita, un evento cinematográfico dedicado exclusivamente a producciones relacionadas con la infancia y la juventud.
Desde el 2010, Ana Mazhari se dedica a  crear proyectos de sensibilización y reflexión a través las artes escénicas: Propuestas pacíficas, Memorias de Paz, El primer beso, Tu cuento cuenta, Rescata a tu heroína... 
Hoy en día dirige una colectiva de exploración y creación escénica para MUJERES, llamada ZAN, dedicada a temas humanitarias, en la ciudad de Santa Marta.

## Filmografía destacada

### Cine
- 1997: La mujer del piso alto
- 2004: La cita
- 2005: La gente honrada

### Televisión
- 1989: '  Mujeres de Pepe Sánchez
- 1990:  Azúcar serie de Mayolo RCN
- 1990: El pasado no perdona

```
          "No Jueges con Mi Vida" de Ali Humar(RTI)
 1991     "La Rebellion de las Ratas" de Karl West
```

- 1992: Inseparables'
- 1994: Mambo
- 1995: Pecado santo de Jorge Ali Triana
- 1999: Divorciada
- 2000: Se armó la gorda
- 2003: A.M.A. La Academia
- 2005: El baile de la vida

```
         La vendedora de Rosas
```